# چستر ویتی
چستر ویتی (انگلیسی: Chester Withey; ۸ نوامبر ۱۸۸۷ – ۶ اکتبر ۱۹۳۹) کارگردان فیلم، بازیگر سینما، و فیلم‌نامه‌نویس اهل ایالات متحده آمریکا بود.
وی کارگردان فیلم‌هایی همچون رمانس و ریچارد شیردل بوده است.